# Parksuchverkehr
Als Parksuchverkehr oder auch Parkplatzsuchverkehr (englisch parking search traffic) wird derjenige Anteil am gesamten Kraftverkehr bezeichnet, der nur durch die Suche nach verfügbaren Parkplätzen entsteht. Er tritt vornehmlich in Ballungsräumen auf und verursacht unter anderem zusätzliche Abgase und Lärm.

## Allgemeines
Aufgrund der begrenzten Ressource Verkehrsfläche für den ruhenden Verkehr vor allem in Großstädten, deren Einwohnerzahlen zudem beständig steigen, stehen Pkw-Parkplätze insbesondere in Wohngegenden in der Regel nicht immer in ausreichender Anzahl in kurzer Entfernung zum Zielort zur Verfügung. Hinzu kommt, dass die Abmessungen von Pkw größer werden, die Maße der Parkstände jedoch nicht. Der sogenannte Parkdruck, also die Nachfrage nach Stellflächen, ist oft abhängig vom Ort und vom Zeitpunkt. Ein Mittel zur Steuerung der Nachfrage stellt die Parkraumbewirtschaftung dar. Mit Parkleitsystemen versuchen Städte, den Parksuchverkehr zu vermindern und zu lenken. In ähnlicher Weise wie bei Pkw entsteht auf oder in der Nähe von Autobahnen ein Lkw-Parksuchverkehr. Aufgrund von Sozialvorschriften müssen Lkw-Fahrer Lenk- und Ruhezeiten einhalten und benötigen entsprechende Parkplätze, meist auf Autohöfen oder Autobahnraststätten. Auch hier übersteigt die Nachfrage zu gewissen Zeitpunkten das Angebot.

## Umfang
Laut einer Studie wurden 1997 im Münchner Stadtteil Schwabing täglich von der Gesamtheit der suchenden Autofahrer 80.000 km gefahren, um einen Parkstand zu suchen. Die Verkehrsforscherin Barbara Lenz gab 2019 an, dass in Spitzenzeiten der Parksuchverkehr in den Innenstädten bis zu einem Drittel des eigentlichen Verkehrs betrage. Laut einer Umfrage von APCOA aus dem Jahr 2013 dauere die Suche nach einem Parkplatz durchschnittlich 10 Minuten und es werden dabei 4,5 Kilometer zurückgelegt. Die Umfrage basiert offensichtlich auf Angaben von Autofahrern. Einer Studie aus dem Jahr 2017 zufolge betrage die Suchzeit je nach Stadt und gesuchter Parkmöglichkeit (Parkhaus, Straße) zwischen 5 und 10 Minuten.

## Auswirkungen
Negative Folgen des Parksuchverkehrs für die Allgemeinheit in Gebieten mit hohem Parkdruck sind höhere Abgasbelastungen, Lärm und Luftverschmutzung. Außerdem kann eine lange Parkplatzsuche dazu verleiten, das Fahrzeug auch regelwidrig abzustellen. Dadurch können andere Verkehrsteilnehmer, aber auch Rettungskräfte, behindert werden. Auch die Verkehrssicherheit kann darunter leiden, durch regelwidriges Parken am Rande von Kreuzungen können z. B. Sichtdreiecke verstellt werden.